# Hitlergruß

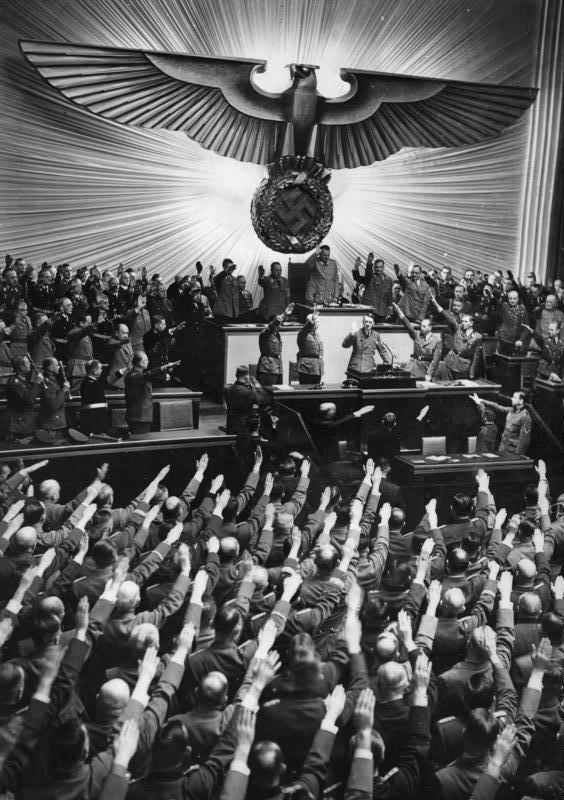
Hitlergruß der Reichstagsabgeordneten in der Krolloper in Berlin, 1941

Der Hitlergruß, offiziell und im nationalsozialistischen Sprachgebrauch auch als Deutscher Gruß bezeichnet, war in der Zeit des Nationalsozialismus die übliche Grußform. Übernommen vom Saluto romano des Italienischen Faschismus wurde er Ausdruck des nationalsozialistischen Personenkults um Adolf Hitler. Es handelte sich zunächst um den Gruß der NSDAP-Mitglieder, der nach der Machtergreifung 1933 zum offiziellen Gruß aller „Volksgenossen“ wurde.
Beim Hitlergruß wurde der rechte Arm mit flacher Hand auf Augenhöhe schräg nach oben gestreckt. Dazu wurden meist die Worte „Heil Hitler“ oder „Sieg Heil“ gesprochen. Wenn der Gruß Adolf Hitler persönlich entboten wurde, lautete die Grußformel „Heil mein Führer“ in Anlehnung an die Anrede „Mein Führer“. In schriftlicher Form wurden beispielsweise die Worte „Heil Hitler“ unter einen Brief gesetzt.
In Deutschland und Österreich ist das Zeigen des Hitlergrußes verboten.

## Ursprünge
Der „Heil“-Ruf wurde bereits im Kaiserreich und in Österreich-Ungarn unter Großdeutschen benutzt. Während der Weimarer Republik verwandten verschiedene politische Lager den „Heil“-Ruf als politischen Gruß, in Formen wie „Heil Stalin“ (KPD), „Frei Heil“ (Reichsbanner Schwarz-Rot-Gold), „Heil Brüning“ (Zentrum), „Treu Heil“ (Sturmschar), „Heil Hugenberg“ (DNVP) usw.

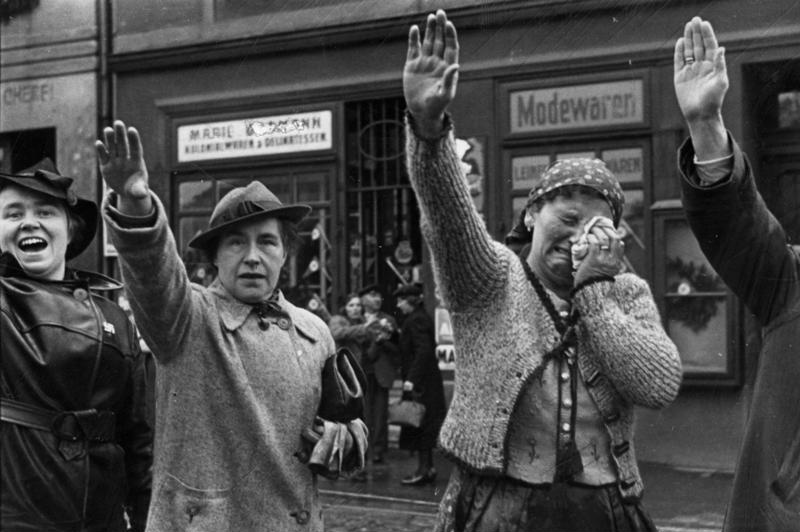
Einwohner von Eger im Oktober 1938 beim Einrücken der Wehrmacht

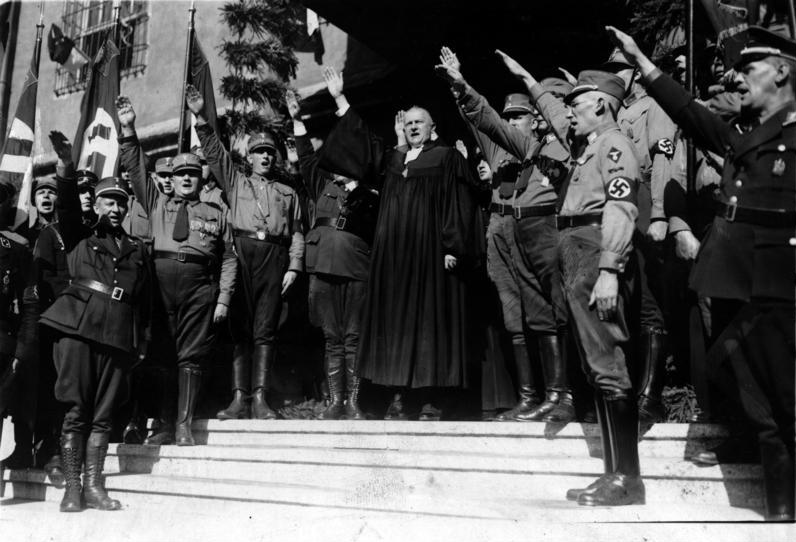
Deutsche Christen bei der Nationalsynode in Wittenberg, September 1933

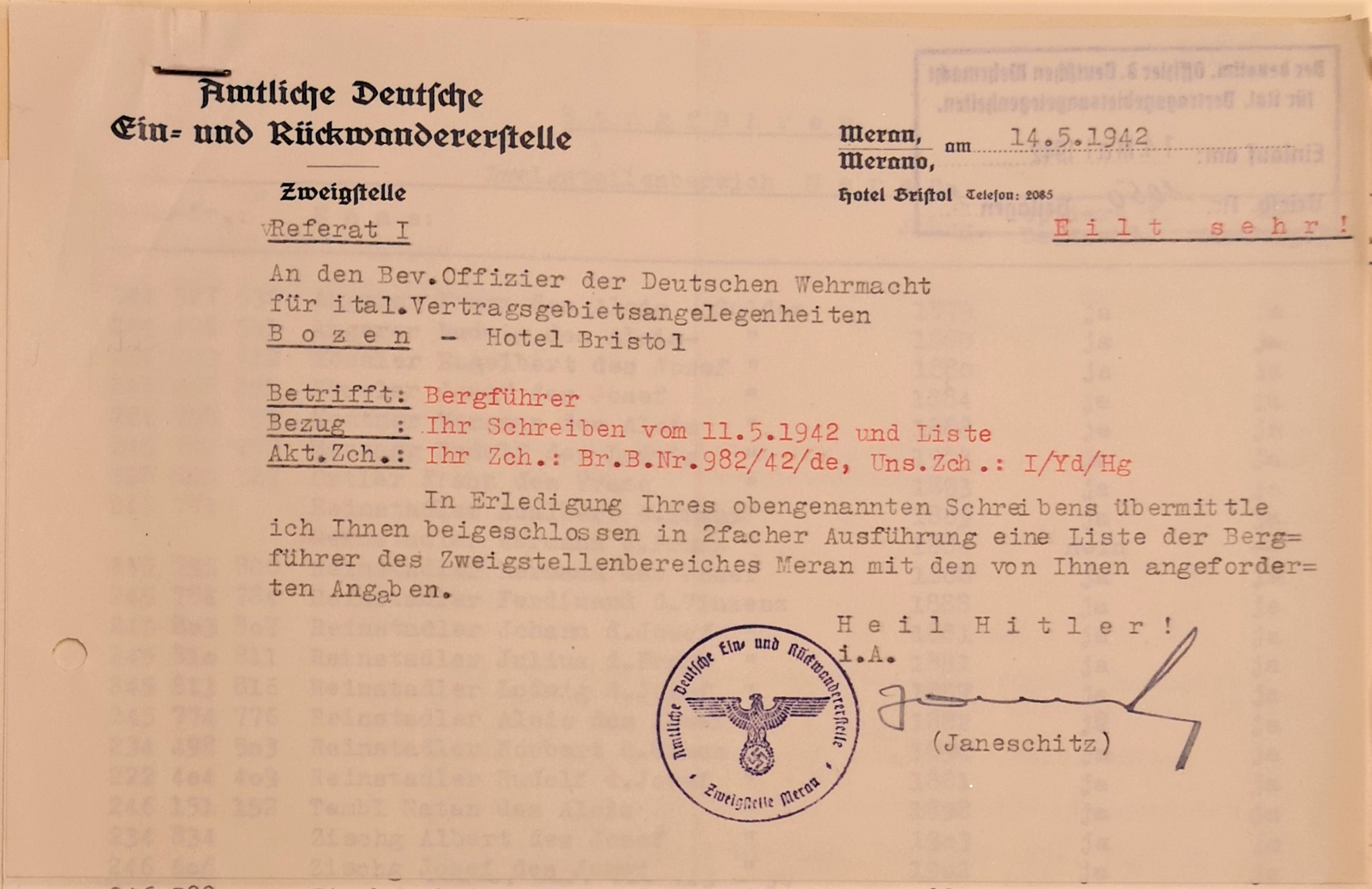
Heil Hitler! als Schlussformel eines amtlichen, maschinschriftlichen Briefs der ADERSt, Zweigstelle Meran, von 1942

Der Hitlergruß war ab etwa 1925 die übliche Grußform in den nationalsozialistischen Kreisen des Deutschen Reiches. Der früheste Nachweis ist ein Münchner Polizeibericht vom 28. April 1926, in dem irrig aber noch das Ballen der Faust als Teil der Geste beschrieben wird. Hitler und die NSDAP hatten ihn um 1926 von Benito Mussolinis Saluto romano (Römischer Gruß) übernommen, dessen Schwarzhemden diese Geste um 1919 von der irrenditistischen Freischärlergruppe der Arditi unter Gabriele D’Annunzio kopiert hatten. D’Annunzio wiederum soll sie aus zeitgenössischen Antik- und Sandalenfilmen für Zwecke der politischen Propaganda adaptiert haben. Zeitgleich wurde in den Vereinigten Staaten ab dem Ende des 19. Jahrhunderts der identische Bellamy-Gruß praktiziert. Auch die französische Militärsportschule Joinville pflegte eine identische Grußform, die als Olympischer Gruß weitere Verbreitung erfuhr.
1926 wurde der Hitlergruß parteioffiziell befohlen. Hitlers Sekretär Rudolf Heß rechtfertigte dies im Juni 1928 in der Zeitschrift Der S.A.-Mann: Es handele sich keineswegs um eine Übernahme aus dem italienischen Faschismus. Vielmehr sei er in der NSDAP bereits seit 1921 üblich gewesen. Und selbst wenn es eine Übernahme wäre, sei das nicht weiter schlimm, da der Bolschewismus und die Freimaurerei ja ebenfalls ihre Symbole und Erkennungszeichen hätten.
Hitler hatte den Gruß aber auch aus seiner österreichischen Heimat mitgebracht, wo „Heil“ als Gruß unter Freunden verwendet wurde – und in den westlichen Landesteilen noch heute verwendet wird –, so wie in Bayern das „Servus“. Allerdings war der „Heil“-Ruf und dessen Bezeichnung „Deutscher Gruß“ schon früh in der DAP sowie in vielen anderen „völkischen“ Gruppen verbreitet gewesen. Zudem sollte vermieden werden, dass darin nicht geschulte Gefolgsleute den militärischen Gruß (Hand mit abgewinkeltem Arm an die Schläfe) nicht korrekt ausführten. Hitler war auch ein begeisterter Anhänger von Richard Wagner, in dessen Oper Lohengrin der erste Auftritt des Titelhelden mit folgenden Worten beginnt:

„Heil, König Heinrich! Segenvoll
mög Gott bei deinem Schwerte stehn!
Ruhmreich und gross dein Name soll
von dieser Erde nie vergehn!“

Hitler kannte das Libretto des Lohengrin auswendig und er kannte sowohl diese Oper als auch den Rienzi, die „Oper voller ‚Heil‘-Rufe“, aus seinen Linzer Jugendjahren.
Rudolf von Sebottendorf reklamierte, dass das „Sieg Heil!“ von „Heil und Sieg!“ abstamme. Dieser Ausspruch wurde unter Mitgliedern der Thule-Gesellschaft in den 1920er Jahren geprägt und seiner Ansicht nach von Hitler in verkürzter Form übernommen.
Für Hitler und den Reichsführer SS Heinrich Himmler war es angeblich nicht unbedeutend, dass sich der Gruß auf „altgermanische“ Vorformen zurückführen ließ: Hitler soll geäußert haben, er betrachte ihn als Demonstration der Waffenlosigkeit, während Himmler ihn als Variante der Schwurgeste mit emporgehobenem Speer angesehen habe.

## Zeit des Nationalsozialismus
In der Zeit des Nationalsozialismus von 1933 bis 1945 war der Hitlergruß als Deutscher Gruß im ganzen Deutschen Reich verbreitet. Durch die häufige Verwendung schliff sich die Grußformel bisweilen auf ein knappes „Hitler“ sowie auch „Hei-tler“ ab.

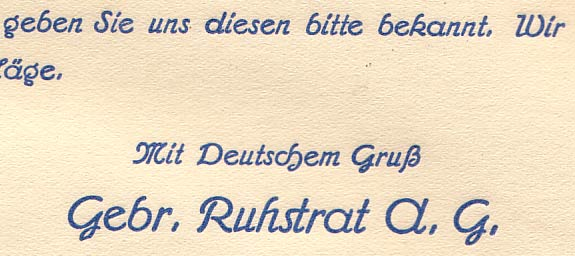
Infobrief von 1935

Während dieser Zeit war der nationalsozialistische Kampfgruß („Heil Hitler“, „Sieg Heil“ oder einfach nur „Heil!“) verbindlich vorgeschrieben und wurde im täglichen öffentlichen Leben von jedem „Volksgenossen“ erwartet, als ein tagtäglich wiederholtes aktives Bekenntnis zum Nationalsozialismus. Damit wurde die Ausrichtung des Deutschen Reiches als Führerstaat verdeutlicht. Die Nichterwiderung des Hitlergrußes konnte zu erheblichem Ärger führen und wurde in den letzten Jahren der nationalsozialistischen Herrschaft sogar bestraft. Aus dem Gebrauch oder Nichtgebrauch dieses Grußes wurden Rückschlüsse auf Stimmung und Haltung in der Bevölkerung gezogen. So schrieb z. B. Victor Klemperer am 9. Juni 1941 in sein Tagebuch: „Die Stimmung ist sehr schlecht. Die Arbeiter drehen ab. Sie sagten früher ‚Heil Hitler‘, jetzt sagen sie ‚Guten Tag‘.“ Und am 2. September 1941: „Man zählt, wie viele Leute in den Geschäften ‚Heil Hitler‘, wie viele ‚Guten Tag‘ sagen. Das ‚Guten Tag‘ soll zunehmen.“
Während der Karnevalstage sollte die Verwendung des Hitlergrußes möglichst unterbleiben, um ihn vor „Herabwürdigung“ zu bewahren. Gemäß dem ehemaligen bayerischen NS-Innenminister Hermann Esser sollte stattdessen zur Begrüßung die rechte Hand ans Herz gelegt werden.

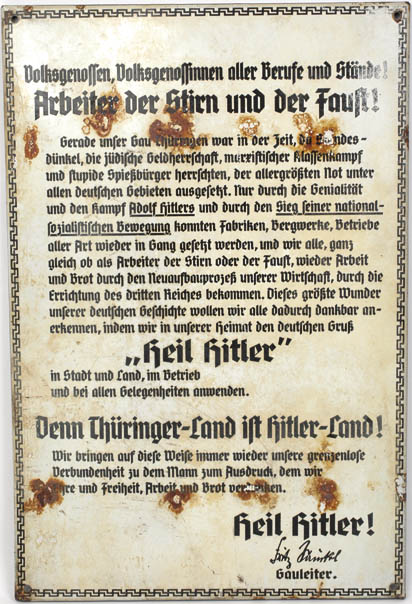
Aufruf des Gauleiters Fritz Sauckel zum Hitlergruß als Zeichen der Dankbarkeit, um 1934

An die Art des Grüßens konnten Verdächtigungen anknüpfen. So ermittelte die Gestapo gegen den in Österreich tätigen evangelischen Pfarrer Max Monsky, als gegen ihn eine anonyme Anzeige eingegangen war. Der am Ort des Geschehens zuständige Senior wurde brieflich gefragt:
„Ist Ihnen in der Art, wie Pf. Monsky den Deutschen Gruß grüßte, seine Absicht, diesen Gruß zu verspotten oder zu verhöhnen, aufgefallen? Oder haben Sie bemerkt, daß andre Zuhörer eine verhöhnende Absicht erkannten?“
Aufmerksamkeit erlangte das „Heil Hitler!“, mit dem Kardinal Theodor Innitzer seinen den Anschluss Österreichs befürwortenden Text schloss. Es wurde im ganzen Deutschen Reich plakatiert.
Im behördlichen Schriftwechsel wurde oft auf jeden Schlussgruß verzichtet. Diese Möglichkeit und die anderen beiden Möglichkeiten („Heil Hitler!“, traditioneller Schlussgruß wie z. B. „Hochachtungsvoll“) kamen häufig vor, wie sich bei einer Untersuchung von etwa 2200 Briefen von und an die Akademie der Wissenschaften in Wien zeigte. Die Umschreibung durch „Mit deutschem Gruß“ war daneben eher selten.
Die nationalsozialistische Filmpolitik vermied den Gebrauch des Grußes in Unterhaltungsfilmen. Eine Ausnahme ist die Komödie Der Gasmann von 1941, als sich der von Heinz Rühmann gespielte Gaskassierer von einer Dame, die ihre Gasrechnung nicht zahlen will, ironisch mit „Na dann – Heil Hitler!“ verabschiedet.

### Reichswehr und Wehrmacht
In Reichswehr und später Wehrmacht wurde der „Deutsche Gruß“ lange nicht als universell verpflichtend eingeführt, sondern war anfangs für uniformierte Soldaten verboten und es wurde stattdessen am traditionellen Gruß als vorgeschriebener Grußform festgehalten. Allerdings galt dies keineswegs exklusiv. Bereits am 19. September 1933 schrieb ein Erlass des Reichswehrministeriums vor, dass der „Deutsche Gruß“ von Soldaten auszuführen sei, wann immer die Nationalhymne oder das Horst-Wessel-Lied gespielt werde, außerdem bei allen Grußerbietungen an zivile Angehörige der Regierung und Verwaltung. Dieser Erlass schrieb für alle anderen Situationen noch ausdrücklich die „alten militärischen Grußformen“ unabhängig von Bekleidung und Kopfbedeckung des grüßenden Soldaten vor. Nach bestehendem Reichswehrgebrauch wurde jedoch ohne Kopfbedeckung nur durch Kopfwenden gegrüßt – die „alten militärischen Grußformen“ sahen hier also keine Handbewegung vor. So etablierte sich spätestens in der Wehrmacht ab 1935 die Unterscheidung, dass mit Kopfbedeckung traditionell-militärisch durch Handanlegen an die Kopfbedeckung, ohne Kopfbedeckung jedoch „deutsch“ mit gestrecktem Arm zu grüßen sei, sodass der Hitlergruß bereits zu dieser Zeit faktisch in vielen Situationen Vorschrift war.

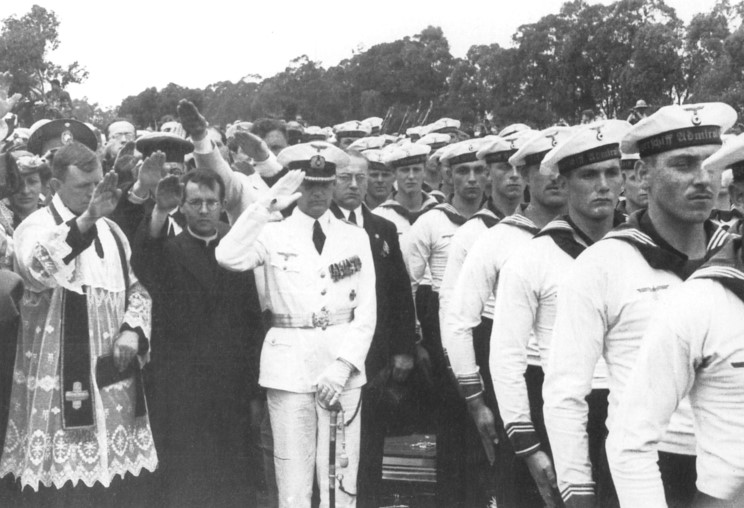
Begräbnis gefallener Seeleute der Admiral Graf Spee 1939: Geistliche mit „Deutschem Gruß“ (links), Kapitän z.S. Hans Langsdorff (Mitte) grüßt traditionell-militärisch.
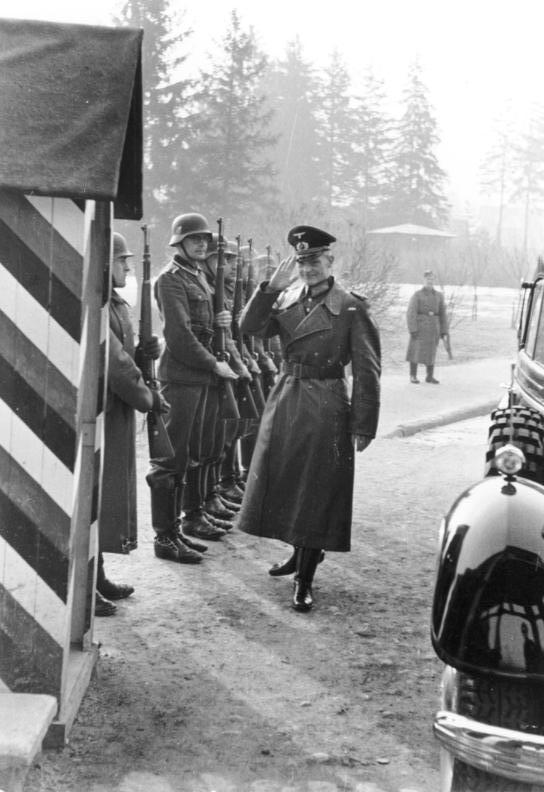
General von Stülpnagel grüßt traditionell-militärisch, Januar 1941
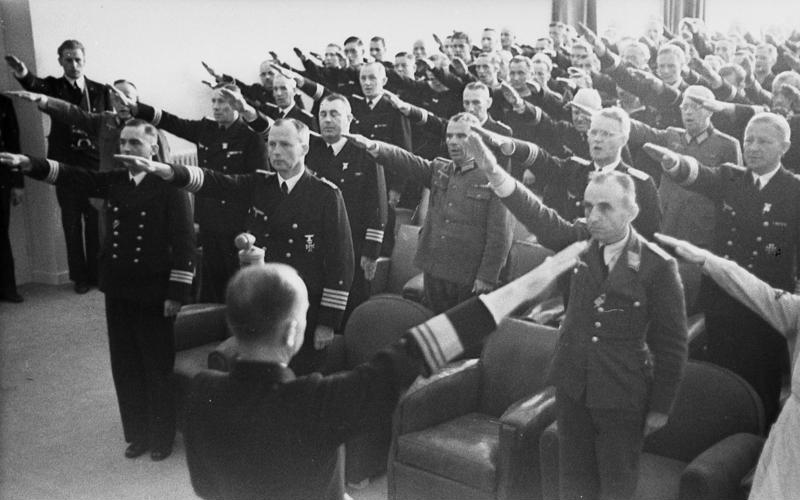
Offiziere (darunter Dönitz) ohne Kopfbedeckung grüßen mit „Deutschem Gruß“, 1941

Nach dem Attentat auf Adolf Hitler vom 20. Juli 1944 wurde der Hitlergruß für alle Teile der Wehrmacht als jederzeit einzig zulässiger Gruß angeordnet, vermutlich um damit eindringlich deren Loyalität zu Hitler einzufordern.
Noch nach Hitlers Tod forderte Generaloberst Georg Lindemann, Wehrmachtbefehlshaber in Dänemark, für seine Truppen die Beibehaltung des Hitlergrußes, allerdings vergeblich. Am 8. Mai 1945 untersagte schließlich Reichspräsident Karl Dönitz den Hitlergruß in der Wehrmacht.

### Reichsbahn
Bei der Deutschen Reichsbahn wurde der „Deutsche Gruß“ auf Anweisung von Reichsbahn-Generaldirektor Julius Dorpmüller bereits am 15. Juli 1933 eingeführt – allerdings musste diese Anordnung nach einigen Wochen wieder teilweise zurückgezogen werden, da es zu Verwechslungen mit den Handzeichen des Zugpersonals bei der Bremsprobe gekommen war. Um solche Verwechslungen, die bspw. auch mit dem Abfahrauftrag für Züge möglich waren, zu vermeiden, wurde er im Bereich der Gleisanlagen, auf allen Fahrzeugen und auf den Bahnsteigen untersagt. Hier war der „militärische Gruß“ zu verwenden. Auch nachdem der Hitlergruß schon einige Zeit eingeführt worden war, musste darauf hingewiesen werden, ihn auch „ordentlich“ und nicht nur nachlässig auszuführen.

### Sportveranstaltungen

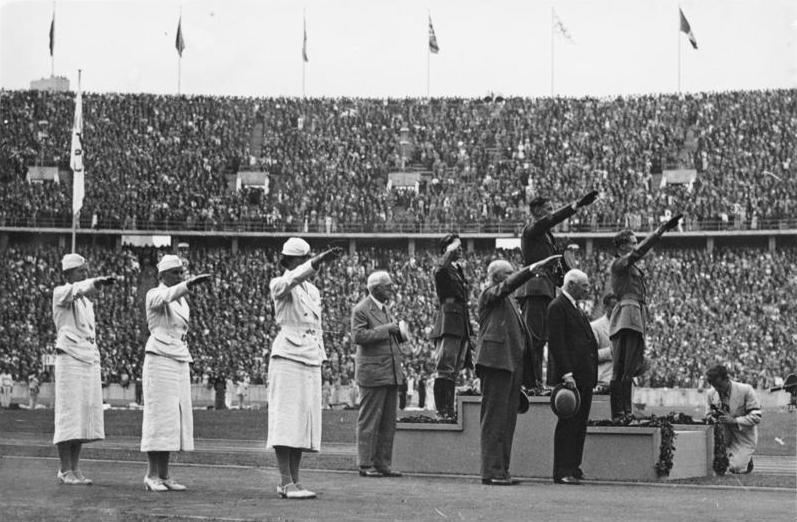
Athleten und Funktionäre mit erhobener rechter Hand bei der Siegerehrung im Modernen Fünfkampf bei den Olympischen Sommerspielen 1936

Am 7. August 1933 führte Josef Klein den Hitlergruß verbindlich im deutschen Fußballsport ein. Bereits am 6. Juni hatte er den Gruß im Westdeutschen Fußballverband durchsetzen können. Aber nicht alle Sportler benutzten den Hitlergruß. So weigerte sich beispielsweise der Fußballspieler Walter Pahl, der daraufhin vom DFB für sämtliche Fußballspiele gesperrt wurde.
Die Ähnlichkeit des Hitlergrußes mit dem Olympischen Gruß macht es besonders im Zusammenhang mit den Olympischen Spielen 1936 schwierig zu unterscheiden, ob mit der erhobenen rechten Hand die olympische Bewegung oder der Nationalsozialismus geehrt werden sollte. Bei der Eröffnungsfeier der Sommerspiele 1936 in Berlin sowie der Winterspiele 1936 in Garmisch-Partenkirchen hob etwa die französische Olympiamannschaft beim Eintritt in das Stadion den rechten Arm zum Olympischen Gruß, der 1924 in Paris erstmals gezeigt wurde. Die Zuschauer missverstanden dies als Hitlergruß bzw. „Deutschen Gruß“ und bejubelten die vermeintliche Huldigung.

### John Heartfield
Der deutsche Graphiker John Heartfield veröffentlichte 1932 eine Fotomontage mit dem Titel Der Sinn des Hitlergrusses bzw. Millionen stehen hinter mir. Hier streckt ein kleiner Hitler die Hand nach hinten zum Führergruß, während ihm ein Vertreter des Großkapitals Geld in die Hand legt.

### Humoristische Abwandlungen
In den Jahren der nationalsozialistischen Herrschaft existierten auch Abwandlungen des Hitlergrußes. Zum Beispiel benutzte die sogenannte Swing-Jugend die Formulierung „Swing Heil“, um sich über die ihnen feindlich gesinnten Nationalsozialisten lustig zu machen. In Teilen des besetzten Frankreich und auch im Deutschen Reich selbst wurde gelegentlich auf „Heilt Hitler“ zurückgegriffen. Als Verballhornung kamen „Antworten“ auf den Gruß wie „Bin ich Arzt?“, „Ist er denn krank?“ oder „Heil du ihn doch“ vor. Im Deutschen Reich wurden solche Entgegnungen spätestens ab 1937 mit bis zu 18 Monaten Haft bestraft. Der Schriftsteller Ernst Jünger berichtete, wie man sich mit einem schnell gesprochenen „Drei Liter!“ ungestraft aus der Affäre ziehen konnte, wenn einem die offizielle Grußformel nicht über die Lippen wollte. Johannes Mario Simmel lässt die Akteure in seinem in der NS-Zeit spielenden Roman Mich wundert, dass ich so fröhlich bin die Grußformel „Heitler!“ verwenden. Karl Valentin erlaubte sich folgende humoristische Einlassung: „Der Herr Hitler kann froh sein, dass er nicht Kräuter heißt. Sonst müssten wir immer Heil Kräuter rufen.“

### Der Hitlergruß in der Karikatur

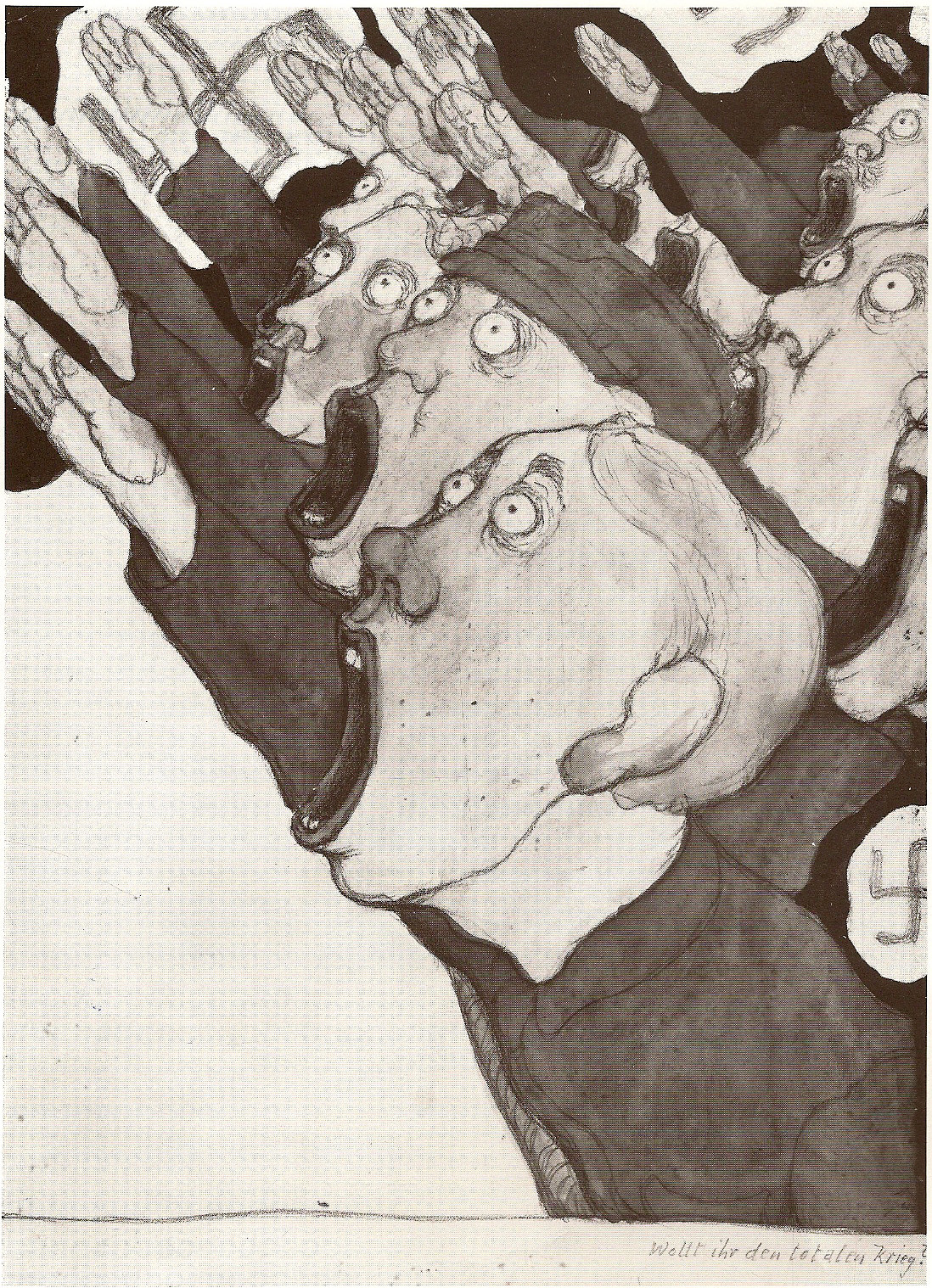
Herbert Marxen: Wollt ihr den totalen Krieg?, ca. 1945

Herbert Marxen, ein Flensburger Karikaturist aus den letzten Jahren der Weimarer Republik und Zeitzeuge, fertigte zum Thema Totaler Krieg bzw. Hitlergruß eine seiner bekannten Karikaturen an.

## Nach dem Zweiten Weltkrieg

### Deutschsprachiger Raum

#### Strafrecht
Nach dem Zweiten Weltkrieg wurde der Hitlergruß in der Bundesrepublik Deutschland, in der DDR sowie in Österreich verboten.
In der Bundesrepublik Deutschland ist die Verwendung des Hitlergrußes und anderer Formen (etwa „Mit Deutschem Gruße“) durch § 86a des Strafgesetzbuches (Verwenden von Kennzeichen verfassungswidriger und terroristischer Organisationen) verboten. Eingeschränkt wird der Tatbestand des § 86a StGB in Deutschland allerdings durch die Kunstfreiheit, Meinungsfreiheit, Forschung und Lehre, Dokumentarfilme, Theaterstücke sowie offensichtlich kritischen Gebrauch, in dem die Distanzierung zur Naziherrschaft offenkundig und eindeutig zum Ausdruck gebracht wird. Für letztere Fallgruppe beispielhaft ist der Fall, dass ein von einer Polizeikontrolle Betroffener den Hitlergruß zeigt und sich aus den Umständen eindeutig ergibt, dass er hiermit gegen die polizeiliche Maßnahme protestiert und den Beamten vorwirft, NS-Methoden anzuwenden. Dagegen wurde in einem Fall, in dem eine solche Eindeutigkeit aus der Sicht von Außenstehenden nicht vorgelegen habe, eine Strafbarkeit vom Bundesverfassungsgericht nicht gerügt.
In der Republik Österreich ist der Hitlergruß verboten, das Zeigen erfüllt den Strafbestand nach § 3g des Verbotsgesetzes.
In der Schweiz wurde ein Verbot des Hitlergrußes als Ergänzung zur Rassismus-Strafnorm lange diskutiert; diese Bestrebungen scheiterten aber im Jahr 2011. Trotzdem kann das Zeigen des Hitlergrußes oder einer Variante davon strafbar sein, wenn dies offensichtlich in der Absicht der Rassendiskriminierung geschieht.
Neonazis verwenden daher manchmal Varianten des Hitlergrußes, zum Beispiel den sogenannten Kühnengruß (s. u.) oder den sogenannten „schlampigen Führergruß“ oder nennen die Zahl „88“ als Grußformel (Bedeutung: HH für „Heil Hitler“, also zweimal der achte Buchstabe des Alphabets).

### Sport
Auch in Ländern, in denen der Hitlergruß an sich nicht strafrechtlich verfolgt wird, kann seine Verwendung z. B. von Sportgerichten geahndet werden: Die Fußballspieler Paolo Di Canio (Italien) und Giorgos Katidis (Griechenland) wurden mit Strafen belegt, weil sie den Hitlergruß im Fußballstadion entboten hatten.

## Varianten

### Führergruß

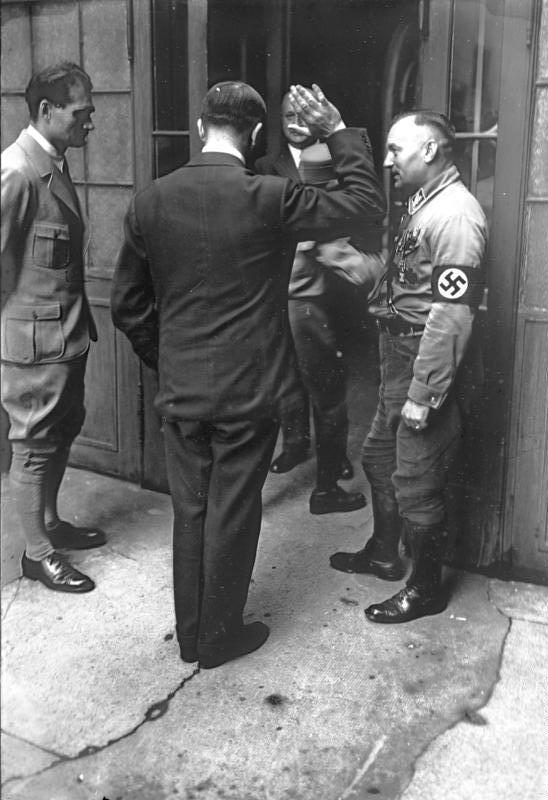
Hitler grüßt Parteigenossen, 1932

Eine Variante des Grußes, bei der der Arm nicht ausgestreckt, sondern zur Seite angewinkelt wird, ermöglichte es, auch bei körperlichen Gebrechen, die das Ausstrecken des Armes nicht möglich machen, den Gruß abzuleisten. Diese Form des Grußes wurde auch verwendet, wenn enge Platzverhältnisse ein Ausstrecken des Armes nicht zuließen oder der zu Grüßende dem Grüßenden direkt gegenüberstand.
Hitler selbst grüßte meistens auf diese Weise, auch dann, wenn es durch die Umstände nicht geboten war. Dies wurde bemerkenswert von Charlie Chaplin im 1940 erstaufgeführten Kinofilm Der große Diktator persifliert. Seine Figur Adenoid Hynkel hob gelangweilt seine rechte Hand und schien sogar zu vergessen, warum er eigentlich seine Hand oben hatte, und verdeutlichte damit die extrem einseitige Zuneigung zwischen dem „Führer“ und seinem Volk. Im Gegensatz dazu grüßten die Untergebenen teilweise in aller Übertreibung und stark überzeichnet.

### Schlampiger Führergruß
Beim sogenannten „schlampigen Führergruß“ wird der Arm nicht ausgestreckt, sondern nach hinten angewinkelt.

### Kühnengruß

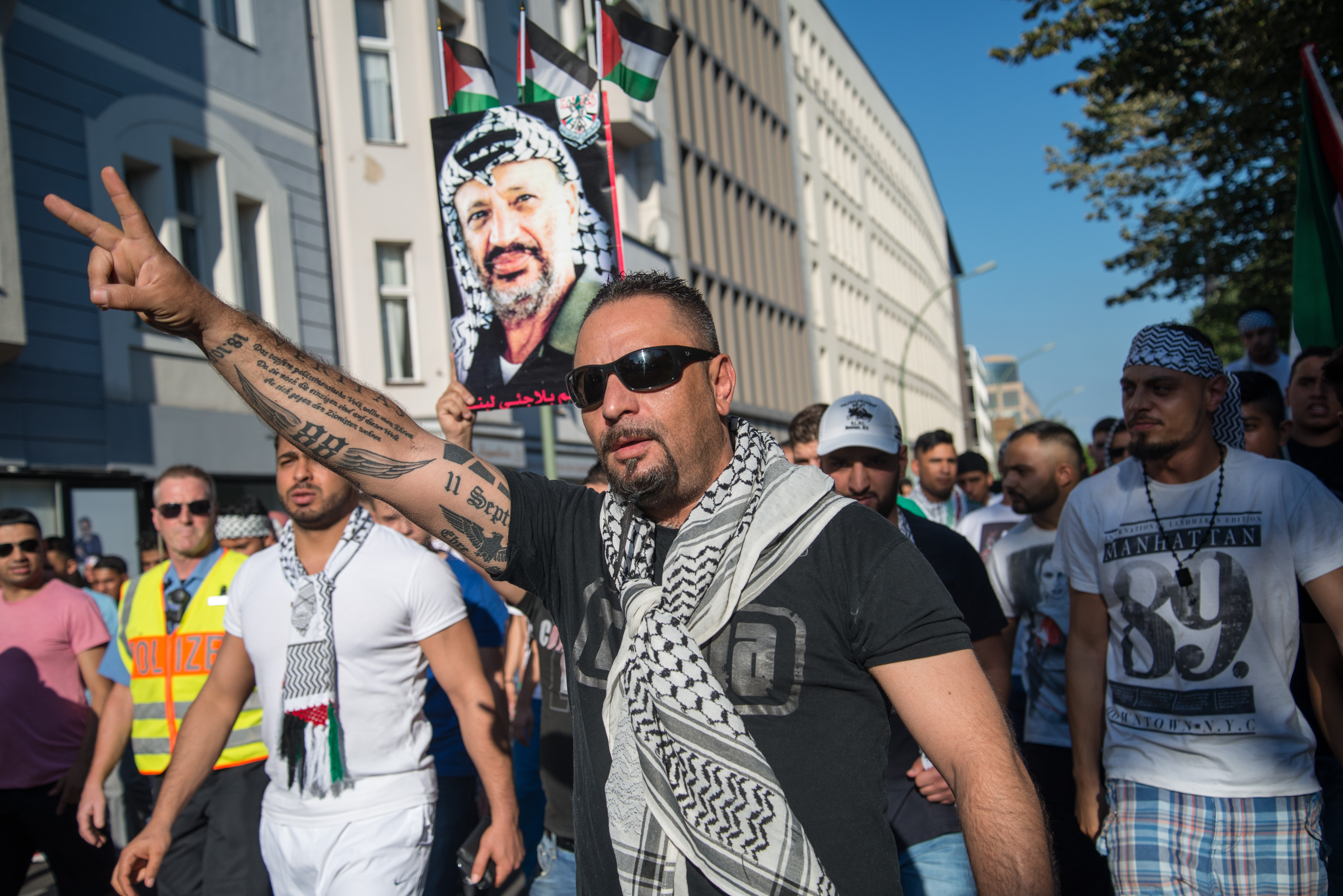
Berlin 2014: Der juden- und israelfeindliche Demonstrant im Vordergrund zeigt den Kühnengruß, und auf dem Unterarm ist die Zahl achtundachtzig als Code für den Hitlergruß eintätowiert

Der Kühnengruß ist eine Abwandlung des verbotenen Hitlergrußes. Dabei wird der rechte Arm gestreckt und Daumen, Zeige- und Mittelfinger abgespreizt, die anderen Finger bleiben angewinkelt. Es entsteht ein „W“ für „Widerstand“. Oft wird jedoch auch nur der Daumen abgespreizt.
Inwieweit der Gebrauch des Kühnengrußes in Deutschland als Verwenden von Kennzeichen verfassungswidriger Organisationen gem. § 86a Absatz 2 Satz 2 StGB strafbar ist, gilt in der Rechtswissenschaft weithin als umstritten.
Der Kühnengruß trat im Zusammenhang mit der neonazistischen Bewegung erstmals in den 1970ern unter der Bezeichnung „Widerstandsgruß“ auf. Vermutlich wurde er 1970 von der „Aktion Widerstand“ erfunden. Die Abwandlung sollte das Hitlergruß-Verbot umgehen. 1992 wurde der Widerstandsgruß nach Michael Kühnen, der ab 1977 als Neonazi-Führer fungierte, umbenannt.
In Österreich wurde er im Jahre 2007 durch einen Artikel der Tageszeitung Österreich einer breiteren Öffentlichkeit bekannt. Dort zeigte ein Foto den ehemaligen Bundesvorsitzenden der FPÖ, Heinz-Christian Strache, der laut Zeitung mit dieser Geste „einen bekannten Nazi-Führer“ begrüßte. Strache hatte laut eigener Aussage lediglich „drei Bier“ bestellt und strengte ein Medienverfahren an.
Bei den ersten „Spaziergängen“ der Pegida in Österreich – in Wien am 2. Februar 2015 und in Graz am 29. März 2015 – zeigten einige Teilnehmer den Hitlergruß bzw. den Kühnengruß. Ein Grazer wurde mittels Videoaufzeichnung ausfindig gemacht und zu einer bedingten Freiheitsstrafe von 18 Monaten verurteilt.

### Quenelle-Gruß

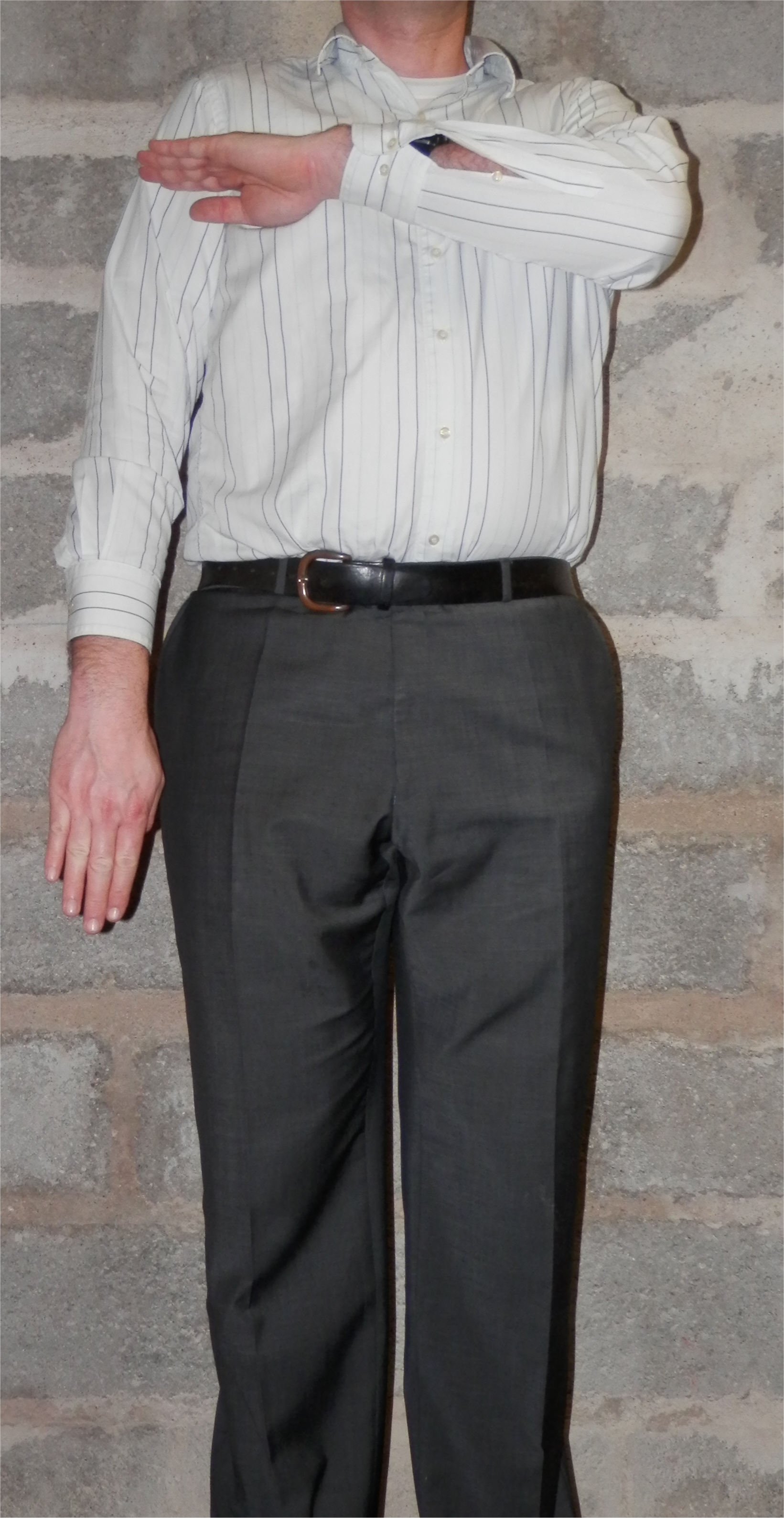
Quenelle-Gruß

Beim Quenelle-Gruß (auch: Umgekehrter Hitlergruß oder Französische Nazi-Geste wird der rechte Arm mit der Handfläche nach unten ausgestreckt, die andere Hand legt sich quer auf den Oberarm. Diese Geste wird teilweise als Ersatz für den Hitlergruß gesehen und ist in der Schweiz je nach konkretem Zusammenhang auch als Rassendiskriminierung strafbar.

## Trivia
- Im Star-Trek-Universum verwendet das Terranische Imperium den „Imperialen Gruß“, welcher dem Hitlergruß nachempfunden ist. Dabei wird die rechte Hand zuerst zur Faust geballt und auf die rechte Brusthälfte gedrückt, um dann hitlergrußähnlich nach vorne gestreckt zu werden.[47]
- Im Film Captain America: The First Avenger verwendet die fiktive Organisation HYDRA einen eigenen Hydragruß. Dabei werden beide Hände zu Fäusten geballt und beide Arme wie beim Hitlergruß nach vorne gestreckt. Dazu kommt der Ruf: „Heil Hydra“.
- Im Englischen wurde auch das Verb to heil gebildet; es war die Zeit von Sprachkonstruktionen wie etwa sieg-heiling the Fuehrer.[48]